# Highcross Leicester
Highcross Leicester (ang. Highcross Shopping Centre) – galeria handlowa położona w centrum miasta Leicester w Wielkiej Brytanii. Dawniej nosiła nazwę The Shires przed rozbudową.
Galeria została otworzona w 1991 r. rozbudowana w 2008 r. nakładem 350 milionów funtów.
Galeria znajduje się pomiędzy ulicami Vaughan Way, New Bond Street, Church Gate, East Gates, High Street, Shires Line. W galerii znajduje się ponad 120 sklepów m.in.: H&M, Zara, John Levis, Debenhams, JD Sports, Levis, Swarovski, Boots, Hugo Boss, Lacoste, Next, Vision Express, New Look.
Przy galerii znajduje kino (Cinema De Lux) oraz parking samochodowy na 2000 miejsc.